# エル・ロシーオ

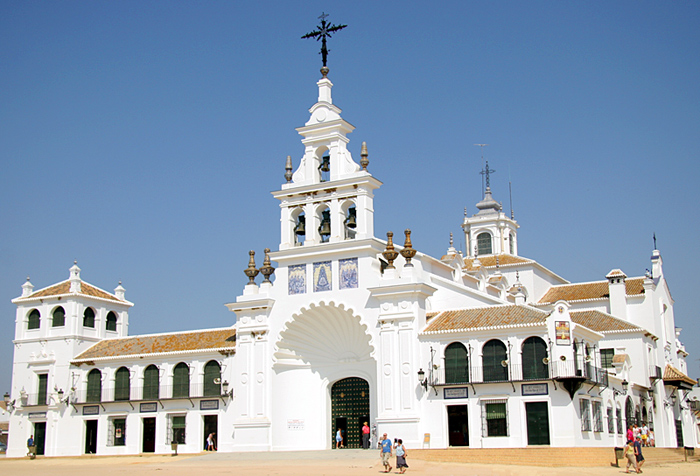
エル・ロシーオ礼拝堂

エル・ロシーオ（El Rocío）はスペイン、アンダルシーア州、ウエルバ県の自治体アルモンテに属する集落。エル・ロシーオでは聖母マリーア巡礼で名高いエル・ロシーオの巡礼祭りがおこなわれる。人口は1,635人（INE、2008年）。ペンテコステに行われる巡礼祭りではおよそ百万人の人々が訪れる。
この地にある聖母マリーアに捧げられた礼拝堂についての最も古い記録は14世紀前半のもので、アルフォンソ11世のLibro de montería の中でermita de Santa María de las Rocinas として言及されている。1587年バルタサール・テルセーロ・ルイスが礼拝堂に礼拝堂付き司祭職を設け、17世紀半ばには礼拝堂の名称がSanta María de las Rocinas（サンタ・マリーア・デ・ラス・ロシーナス、ラス・ロシーナスの聖マリーア）からVirgen del Rocío（ビルヘン・デル・ロシーオ、エル・ロシーオの聖母）へと変更され、そして最初の信徒団体が設立された。自治体アルモンテはVirgen del Rocíoをこの集落の守護聖人とした。